# Елдов јелен
Елдов јелен или елдијев јелен (лат. Rucervus eldii) је сисар из реда папкара (Artiodactyla).

## Распрострањење
Ареал врсте покрива средњи број држава у Азији. Присутна је у следећим државама: Индија, Кина, Камбоџа, Лаос и Бурма. Вероватно је изумрла у Тајланду и Вијетнаму.

## Станиште
Станишта врсте су шуме, бамбусове шуме, мочварна подручја, саване, травна вегетација и слатководна подручја.

## Угроженост
Ова врста се сматра угроженом.